# Jules Chappaz
Jules Chappaz, född 22 maj 1999 i Annecy, är en fransk längdskidåkare.

## Karriär
Jules Chappaz debuterade i världscupen i längdskidåkning år 2020. Vid världsmästerskapen 2023 tog han brons i sprinten. Han tar tagit fyra pallplaceringar i världscupen varav tre individuella.